# دوري كرة القدم الإنجليزي 1895–96
دوري كرة القدم الإنجليزي 1895–96 (بالألمانية: Football League First Division 1895/96) هو موسم من دوري كرة القدم الإنجليزي. أقيم خلال الفترة 2 سبتمبر 1895 وحتى 29 أبريل 1896، وفاز فيه أستون فيلا.